# Adrienn Tóth
Adrienn Tóth (24 novembre 1990) è una pentatleta ungherese.

## Palmarès
In carriera ha conseguito i seguenti risultati:
- Mondiali:

Budapest 2008: oro nel pentathlon moderno staffetta a squadre e bronzo a squadre.
- Europei:

Debrecen 2010: oro nel pentathlon moderno staffetta a squadre e argento a squadre.
Medway 2011: oro nel pentathlon moderno a squadre staffetta a squadre e argento individuale.
Sofia 2012: bronzo nel pentathlon moderno a squadre.